# Steyr HS .50
Steyr HS.50 là loại súng bắn tỉa công phá bắn phát một do Steyr Mannlicher Gmbh & Co KG của Áo phát triển và chế tạo. Nó được xác định sử dụng để bắn các xe bọc thép nhẹ, phương tiện hàng không, phá hủy radar, pháo, tên lửa và chống bắn tỉa. Steyr HS.50 ra mắt lần đầu tiên tại triển lãm ShotShow-2004 trong quý đầu năm 2004.
Steyr HS.50 sử dụng loại đạn 12,7 × 99 mm (.50 BMG) và biến thể của nó là Steyr.460 HS sử dụng loại đạn 12,7 × 99 mm mới là.460 Steyr do hãng chế tạo. Steyr HS.50 là loại súng sử dụng loại đạn 12,7 × 99 mm đầu tiên mà Steyr Mannlicher chế tạo.

## Thiết kế
Steyr HS.50 là loại súng bắn phát một vì thế nó không có hộp đạn và xạ thủ sẽ nạp đạn lại sau mỗi phát bắn. Nòng súng được rèn nguội, có rãnh ngoài giúp tản nhiệt và gắn một cách tự do vào khoang chứa đạn không tiếp xúc với bộ phận nào khác cùng với bộ phận chống giật ở đầu nòng súng giúp giảm phần lớn độ giật. Nó có tầm bắn hiệu quả trong khoảng 1500 m.
Steyr HS.50 có chân chống chữ V tích hợp gắn vào thân súng. Thanh răng trên thân súng dùng để gắn các loại ống nhắm thích hợp nhưng nó không có điểm ruồi dự phòng.

## Các biến thể
.460 HS
Là loại sử dụng loại đạn.460 Steyr.
HS.50 M1
Loại sử dụng hộp đạn rời 5 viên cùng một thanh răng dài hơn trên thân súng để có thể gắn được nhiều loại ống nhắm hơn cũng như thêm một số thanh răng ở hai bên thân súng.